# Francesco Crispi
Francesco Crispi (Ribera, 4 de octubre de 1818-Nápoles, 12 de agosto de 1901) fue un estadista italiano, presidente del Consejo de Ministros italiano desde el 7 de agosto de 1887 al 6 de febrero de 1891 y entre el 15 de diciembre de 1893 y el 14 de junio de 1896.

## Biografía

### Origen
La familia de Crispi era italo-albanesa, originaria de la pequeña comunidad agrícola de Palazzo Adriano, ubicada en el suroeste de Sicilia. Francesco nació en Ribera y fue bautizado conforme al rito bizantino.

### Primeros años
En 1846 comenzó a trabajar como abogado en Nápoles. El 12 de enero de 1848 con el estallido de la revolución siciliana en Palermo se apresuró a llegar a la isla y tomó parte activa de la insurrección. Después de la restauración del gobierno borbón el 15 de mayo de 1849 fue excluido de los beneficios de la amnistía y se vio obligado a refugiarse en Piamonte.
En Piamonte intentó, en vano, obtener un empleo como secretario comunal de Verolengo, pero ante el fracaso se vio obligado a trabajar como periodista. Implicado en la conspiración mazziniana de Milán del 6 de febrero de 1853, fue expulsado de Piamonte y se exilió en Malta y en París. Expulsado también de Francia, alcanzó a Mazzini en Londres, donde continuó con las conspiraciones para lograr convertir a Italia en una República unida.
El 15 de junio de 1859 regresó a Italia después de haber publicado una carta en la cual se oponía a la ampliación de Piamonte como reino, declarándose partidario de un estado italiano unido y republicano. Ese mismo año recorrió dos veces de incógnito varias ciudades sicilianas, preparando la insurrección de 1860.

### La Expedición de los Mil
Cuándo regresó a Génova, organizó junto a Bertani, Bixio, Medici y Garibaldi la Expedición de los Mil y, con una estratagema convenció a Garibaldi para que la expedición tuviese lugar el 5 de mayo de 1860. Después del desembarco de Marsala el día 11 y en Salemi el 13, Garibaldi fue proclamado dictador de Sicilia con las palabras en boga «Italia y Victor Manuel».
Después de la toma de Palermo, Crispi fue nombrado ministro del Interior y de las finanzas del gobierno siciliano provisional, pero fue pronto obligado a dimitir por los contrastes entre las políticas de Garibaldi y las de los emisarios de Cavour sobre la cuestión de la inmediata adhesión al Reino de Italia. Nombrado secretario de Garibaldi, Crispi obtiene la dimisión de Agostino Depretis, al cual Garibaldi había nombrado dictador, y hubiera seguramente permanecido reacio a las posiciones de Cavour en Nápoles, donde se había nombrado a Garibaldi ministro del Exterior, si la llegada de las tropas oficiales italianas no hubieren anexado al Reino de las dos Sicilias a Italia y forzado el retiro de Garibaldi en Caprera y por consiguiente la dimisión del mismo Crispi.

### Parlamento y Gobierno
En 1861 obtuvo su candidatura por la extrema izquierda a la cámara de diputados en el Colegio de Palermo, pero fue derrotado. Por suerte, un querido amigo siciliano, el republicano Vincenzo Favara, había presentado su candidatura en el Colegio de Castelvetrano donde Crispi, aunque siendo desconocido para la mayoría, resultó vencedor gracias a una impecable campaña realizada por su “gran elector”, quien también organizó una recaudación de fondos para consentir al neo-diputado, que en aquel entonces pasaba por graves restricciones económicas para poder asistir a Turín a la inauguración del Parlamento.
En la Cámara, Crispi adquirió fama de ser uno de los miembros más combativos y renuentes del partido republicano. En 1864, sin embargo, se volvió monárquico, pronunciando la histórica frase, repetida poco después en su correspondencia con Mazzini:

La monarquía nos une, la república nos divide.

En 1866 declinó a la propuesta de entrar al gobierno de Bettino Ricasoli y en 1867 se las ingenió para impedir la invasión a los Estados Pontificios por parte de los seguidores de Garibaldi, previendo la ocupación francesa de Roma y el consecuente fracaso de Mentana. Utilizando el mismo método que poco después utilizaría Felice Cavallotti contra el mismo Crispi, provocó la violenta agitación, conocida como el affare Lobbia, con la cual bastantes diputados del ala conservadora fueron acusados de corrupción, sin que hubiese un soporte probatorio consistente para sostener tal acusación.
Al estallido de la Guerra Franco Prusiana de 1870 se las ingenió para impedir la anunciada alianza de Italia con Francia y para transferir a Roma el gobierno de Giovanni Lanza.
La muerte de Rattazzi en 1873 motivó a los partidarios de Crispi para impulsar su candidatura como dirigente de la Izquierda, pero Crispi, con intención de asegurar la Corona, sostuvo, en cambio, la elección de Agostino Depretis.
Después de la llega al poder de la Izquierda en noviembre de 1876 fue elegido Presidente de la Cámara. En el otoño de 1877 se dirigió a Londres, París y Berlín para una misión secreta, teniendo la oportunidad de establecer relaciones personales con Gladstone, Granville y otros estadistas ingleses, pero sobre todo con el canciller alemán Bismarck.
En diciembre de 1877 tomó el cargo de Giovanni Nicotera como ministro del Interior del gobierno de Depretis, y su breve período en el cargo (70 días) estuvo caracterizado por una serie de importantes sucesos. El 9 de enero de 1878 la muerte de Víctor Manuel II y la asunción al trono de Humberto dieron oportunidad a Crispi de garantizar el formal establecimiento de una monarquía unitaria a través de la llegada del nuevo Rey que se llamaría Humberto I de Italia, en vez de Humberto IV de Saboya. Los despojos de Víctor Manuel fueron sepultados en el Panteón de Roma en vez de ser transferidas al mausoleo de Savoya situado en Superga. El 9 de febrero de 1879 la muerte del Pio IX fue seguida por el primer cónclave realizado después de la unificación de Italia.
Crispi, con la ayuda del cardenal Pecci, que en seguida se convertiría en el papa León XIII, persuadió al Sacro Colegio de tener el cónclave en Roma para darle legitimidad como capital. Prorrogando la duración de la legislatura con el temor de que la solemnidad del evento pudiese ser perturbada.

#### Escándalo por bigamia
Las cualidades de estadista demostradas en esta ocasión fueron insuficientes para detener la oleada de indignación de los oponentes de Crispi en relación con una acusación sobre bigamia. Cuando él se volvió a casar, una mujer con la que se había casado en 1853 permanecía viva. Pero una corte declaró que el matrimonio de Crispi en 1853 en Malta era inválido porque una mujer con la que se había casado antes también estaba viva. Para el tiempo de su tercer matrimonio, su primera esposa ya había fallecido y como el contraído con la segunda había sido declarado judicialmente inválido, su tercer matrimonio era conforme a derecho y no caía en bigamia. Pero de cualquier forma, fue obligado a dimitir del cargo.
Por nueve años la carrera política de Crispi sufrió una terrible caída, pero en 1887 regresó al medio político como ministro del Interior del gobierno de Depretis, pero al morir éste en julio del mismo año, Crispi volvió a asumir el cargo de primer ministro.

### Primer mandato
Uno de sus primeros actos como jefe del gobierno fue visitar a Bismarck, al que deseaba consultar acerca del funcionamiento de la Triple Alianza. Basando su política externa en tal alianza, complementada por el tratado naval realizado con el Reino Unido (el llamado naval entente), negociado por su predecesor, el conde Nicolis de Robilant. Crispi asumió un comportamiento resuelto en las relaciones con Francia, interrumpiendo las largas e infructuosas negociaciones sobre un tratado comercial franco-italiano, y declinando a la invitación francesa para organizar un pabellón italiano en la gran exposición internacional realizada en París en 1889.
En política interna Crispi completó la adopción de los códigos sanitario y comercial y reformó la administración de justicia. Abandonado por sus propios aliados del Partito Radical, Crispi gobernó con el apoyo de la Derecha hasta que el 31 de enero de 1891 una descuidada alusión a un supuesto comportamiento servil del partido conservador en las relaciones con las potencias extranjeras llevó a la caída de su propio gobierno en 1891.

### Regreso al gobierno y segundo mandato
En diciembre de 1893 la incapacidad del gobierno de Giolitti para restablecer el orden público en Sicilia (Fasci sicilianos) y en Lunigiana, tuvo como consecuencia la petición de la opinión pública del retorno de Crispi al poder. Después de haber reasumido el cargo de primer ministro reprimió con fuerza las insurrecciones, quedando el movimiento en un estado de persecución, arrestando no sólo a los líderes del movimiento, sino a masas de pobres granjeros, estudiantes, profesionales y simpatizantes, e incluso a los sospechosos de haber simpatizado en algún momento con los fasci, progresistas, demócratas, republicanos y anarquistas, en muchos casos sin evidencia alguna. Después de la declaración de estado de excepción, las condenas comenzaron a caer sobre inocentes ciudadanos. Muchos agitadores cayeron solo por haber gritado cosas como «Viva la anarquía» o «abajo el Rey». En Palermo, en abril y mayo de 1894, los juicios contra el comité central de los fasci tuvieron lugar y fue lo último que marcaría la muerte del glorioso movimiento de los Fasci Siciliani. Crispi también apoyó enérgicamente las medidas correctivas adoptadas por el ministro de Finanzas, Sidney Sonnino, para salvar las finanzas públicas del Estado, duramente dañadas por la crisis de 1892-1893. 
La determinación de Crispi en la represión de los movimientos populares, y el rechazo de abandonar la colonia de Eritrea o la Triple Alianza, que repudiaba el propio Sonnino, causaron una ruptura con el líder radical Felice Cavallotti, el cual lo atacó con una despiadada campaña de difamación. Un fracasado atentado sufrido por obra de un anarquista llevó a una momentánea tregua, pero los ataques de Cavallotti regresaron más ásperos que nunca. A pesar de todo, en las elecciones generales de 1895 Crispi obtuvo una amplia ventaja, pero un año después, la humillante derrota en la Batalla de Adua en Etiopía provocó su dimisión.
El sucesivo gobierno de Antonio Starabba dio crédito a las acusaciones de Cavallotti, y, al fin de 1897 las autoridades judiciales apelaron a la cámara el permiso para poder proceder contra Crispi con la acusación de enriquecimiento ilícito. Una comisión parlamentaria encargada de las investigaciones, estableció solamente que Crispi, al asumir su encargo en 1893, encontró el fondo para servicios secretos vacío, y se vio obligado a tomar dinero de un banco estatal para dotarlo, préstamo que sería restituido con pagos mensuales garantizadas por el Fisco.
La comisión, considerando este procedimiento irregular, propuso a la Cámara, la cual aceptó, un voto de censura, pero rechazó autorizar que se siga un proceso. Crispi dimitió del cargo parlamentario, pero fue reelecto por aclamación popular en abril de 1898 en el colegio de Palermo. Por algunos años participó solo marginalmente en la vida política, sobre todo a causa de una ceguera parcial. Una exitosa intervención quirúrgica le restituyó la vista en junio de 1900, y, no obstante que tenía entonces 81 años, retomó en buena medida la actividad. Pronto, sin embargo, su salud empeoró irreversiblemente, hasta la muerte, que le llegó el 12 de agosto de 1903.

## Legado
La importancia de Crispi en la vida política italiana no fue tanto por las muchas reformas realizadas en la administración por el presidida, sino por su fuerte patriotismo, su fuerte y vigorosa personalidad, y su capacidad para gobernar a sus conciudadanos con la constante tensión que había en aquella época. En política externa contribuyó de forma importante en levantar el prestigio de Italia, destruyendo la fama de desconfiabilidad e indecisión ganada por la política de sus predecesores.
En la relación con Francia, es verdad que su política aparece como carente de tacto y moderación, pero es necesario tener presente que la república francesa estaba entonces ocupada en maniobras diplomáticas anti-italianas, teniendo como objetivo, sea debido a las relaciones con la Santa Sede, sea por la política colonial, crear las condiciones para que Italia se rindiese ante las exigencias francesas y abandonara la Triple Alianza. Crispi hubiera estado disponible a favorecer buenas relaciones con Francia, pero rechazó ceder a las presiones y a sufrir imposiciones, y esta actitud fue sostenida por la mayor parte de la opinión pública italiana. Las críticas de las que fue víctima fueron más debidas a las desafortunadas circunstancias de su vida privada y a las malversaciones de algunos de sus colaboradores, que aprovecharon sin escrúpulos su nombre, que a las fallas personales o de su conducta política.